# Dagnaudus petterdi
Dagnaudus petterdi is een krabbensoort uit de familie van de Homolidae. De wetenschappelijke naam van de soort is voor het eerst geldig gepubliceerd in 1905 door Grant.